# Kosovo und Metochien

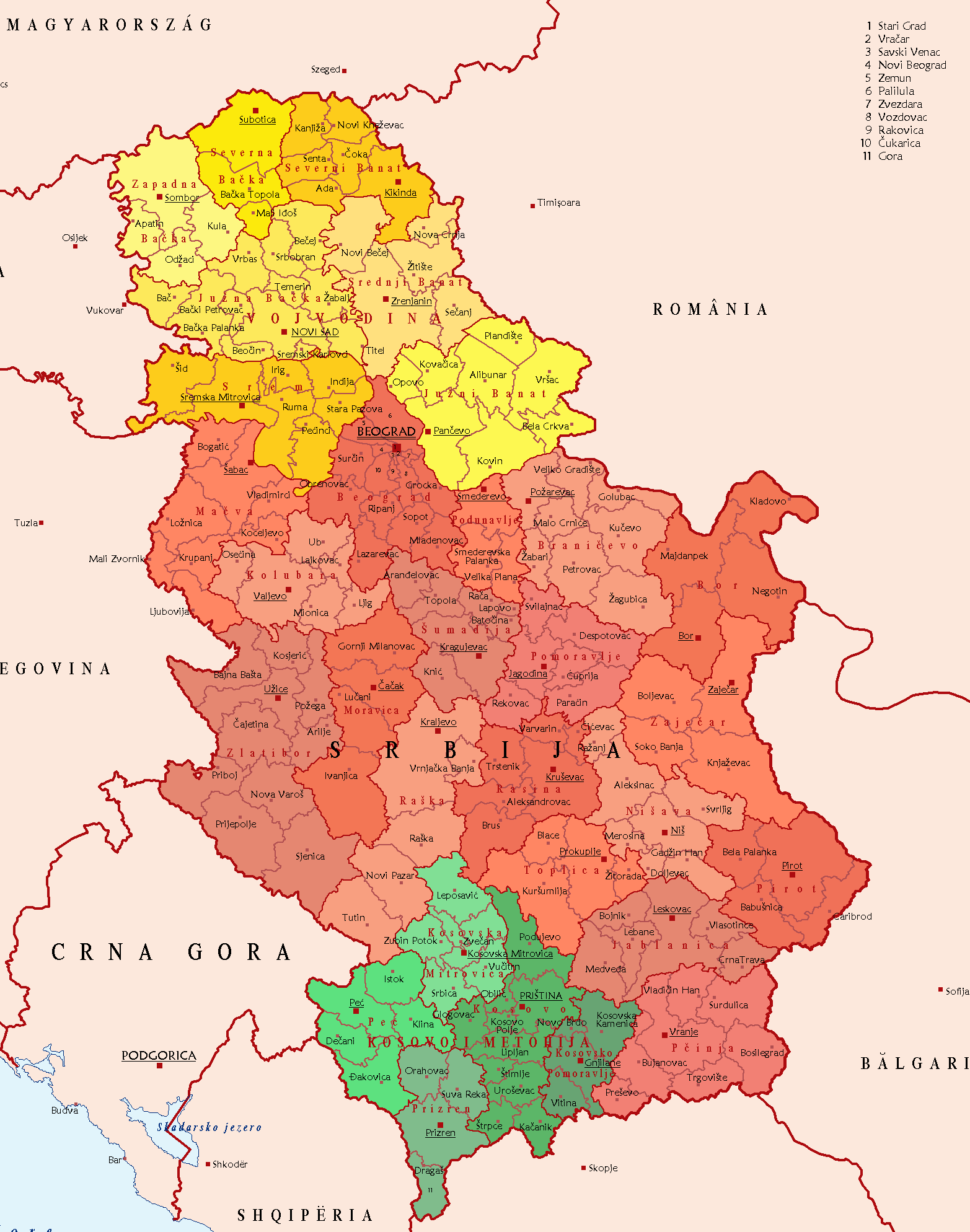
Verwaltungsgliederung aus Sicht Serbiens: Kosovo und Metochien (grün) als Provinz innerhalb Serbiens

Kosovo und Metochien (serbisch Косово и Метохија Kosovo i Metohija, albanisch Kosova dhe Metohia oder Kosova dhe Dukagjini) ist gemäß serbischer Verfassung eine autonome Provinz in Serbien (serbisch Autonomna Pokrajina Kosovo i Metohija; albanisch Krahina Autonome e Kosovës dhe Metohisë). Kosovo und Metochien wird gelegentlich auch mit Космет/Kosmet abgekürzt. International ist der Status der Provinz umstritten.

## Geografie und Bevölkerung
Die Provinz grenzt im Westen an Albanien, im Nordwesten an Montenegro, im Norden und Osten an Zentralserbien und im Süden an Nordmazedonien. Das Gebiet weist zwei von Bergen umschlossene Großlandschaften auf: im Osten das zentrale Kosovo Polje (Amselfeld) mit dem Zentrum Pristina sowie im Westen Metochien mit dem Zentrum Prizren.
Der Kosovo wird größtenteils von Albanern bewohnt. Weitere in der Provinz vertretene ethnische Gruppen neben den Serben sind Türken, Bosniaken, Torbeschen, Goranen (teilweise als eigenständige Ethnien angesehen) sowie Roma.

## Geschichte
Kosovo war ab dem 13. Jahrhundert eine der Kernregionen des mittelalterlichen Serbien. Am 28. Juni 1389 fand hier die Schlacht auf dem Amselfeld statt, in der das Osmanische Reich unter Sultan Murad I. das von Fürst Lazar Hrebeljanović regierte Serbien besiegte und damit den Untergang des Königreichs Serbien einleitete.
Nach dem Ersten Balkankrieg (1912) endete im Kosovo die jahrhundertelange Herrschaft der Osmanen und die Provinz wurde mittels militärischer Eroberung in das Königreich Serbien eingegliedert. Sie wurde somit später Teil von Jugoslawien.
Im Rahmen des sozialistischen Jugoslawiens bildete das Territorium zunächst einen Autonomen Distrikt und ab 1963 eine Autonome Provinz im Rahmen der Sozialistischen Republik Serbien. Die Autonomie wurde durch die Verfassung von 1974 nochmals erweitert, jedoch 1989 unter Slobodan Milošević faktisch abgeschafft. Zwischen 1974 und 1989 hieß die Provinz Sozialistische Autonome Provinz Kosovo (Socijalistička Autonomna Pokrajina Kosovo), unter Weglassung des Namensbestandteils Metohija.
1999 war Kosovo und Metochien Schauplatz des Kosovokrieges und wurde in dessen Folge von internationalen Truppen der KFOR besetzt und faktisch der Kontrolle der serbischen Regierung in Belgrad entzogen. Im Februar 2008 erklärte die Republik Kosovo einseitig ihre Unabhängigkeit, einige Regionen – insbesondere im Nordkosovo – stehen jedoch de facto weiterhin nicht unter Kontrolle der Regierung in Pristina und nehmen beispielsweise an serbischen Wahlen teil.